# 일산역
일산역(一山驛, Ilsan station)은 경기도 고양시 일산서구 일산동에 있는 수도권 전철 경의·중앙선 및 수도권 전철 서해선의 전철역이자, 환승역이다. 양 노선 모두 일부 전동열차가 이 역에서 시·종착한다. 구 역사는 1933년 건립된 건물로 신도시 한 가운데 일제강점기 역사가 남아 있다는 것 자체가 희소가치를 가지고, 비슷한 시기의 경부선 역사와 양식이 다른 데다, 원형까지 그대로 유지되어 있다고 긍정적으로 평가되어 2006년 12월 4일에 등록문화재로 지정되었다.
2023년 8월 26일부터 수도권 전철 서해선이 이 역까지 운행한다. 단, 일부 열차만 일산역으로 연장 운행하고, 대부분의 열차는 대곡역 착발로 운행한다. 일산역으로 들어오는 서해선의 배차간격은 평일 15~45분, 주말휴일 25~50분이다. 수도권 전철 서해선은 이 역부터 능곡역까지 지상 구간이다. 수도권 전철 서해선은 심야에 2편성이 주박한다.

## 역사
- 1906년 4월 3일 : 경의선 부설 완공
- 1908년 4월 1일 : 정식으로 여객 영업 개시
- 1933년 : 구 일산역사 준공
- 1994년 1월 1일 : 소화물 취급 중지[2]
- 2006년 12월 4일 : 구 일산역사 등록문화재 294호로 지정
- 2008년 11월 1일 : 화물 취급 중지[3]
- 2009년 6월 29일 : 신 역사로 이전
- 2009년 7월 1일 : 수도권 전철 경의선 개통과 함께 전철역이 됨, 서울 기점 24.9 km에서 25.1 km로 변경[4]
- 2023년 8월 26일 : 수도권 전철 서해선 개통과 함께 환승역 및 일부 열차의 시종착역이 됨

## 역 구조
3면 6선의 3섬식 승강장 갖추고 있다. 출구는 2개이다. 스크린도어가 설치되어 있다.

### 경의중앙선, 서해선 광역전철 승강장
| ↑ 풍산                  |
| １２ \| ３４ \| ５６ \| |
| 탄현 ↓                  |

| 3 | ● 수도권 전철 경의·중앙선 | 대곡 · 신촌 · 서울역 · 용산 · 청량리 · 덕소 · 용문 · 지평 방면 |
| 3 | ● 수도권 전철 서해선      | 대곡 · 김포공항 · 소사 · 원시 방면                             |
| 4 | ● 수도권 전철 경의·중앙선 | 운정 · 금촌 · 파주 · 문산 방면                                 |
| 4 | ● 수도권 전철 서해선      | 당역 종착                                                      |

## 역 주변
- 일산초등학교
- 후곡지구 아파트단지
- 천주교후곡성당
- 일산고등학교
- 일산1동
- 일산2동
- 밤가시마을 아파트단지
- 중산지구 아파트단지
- 일산3동행정복지센터
- 신일초등학교
- 신일비즈니스고등학교
- 문화공원
- 일산시장
- 일산1동행정복지센터
- 일산2동행정복지센터
- 일산2동우체국
- 일산중학교
- 일산사회복지관
- 천주교일산성당
- 고양신일초등학교
- 한뫼초등학교
- 신촌초등학교

## 이용객 변동
2009년 자료는 개통일인 2009년 7월 1일부터 12월 31일까지의 수치를 반영한 것이다.
| 노선        | 노선 | 일평균 인원수 (명/일) | 일평균 인원수 (명/일) | 일평균 인원수 (명/일) | 일평균 인원수 (명/일) | 일평균 인원수 (명/일) | 일평균 인원수 (명/일) | 일평균 인원수 (명/일) | 일평균 인원수 (명/일) | 일평균 인원수 (명/일) | 일평균 인원수 (명/일) | 각주  |
| 노선        | 노선 | 2009년                | 2010년                | 2011년                | 2012년                | 2013년                | 2014년                | 2015년                | 2016년                | 2017년                | 2018년                | 각주  |
| ----------- | ---- | --------------------- | --------------------- | --------------------- | --------------------- | --------------------- | --------------------- | --------------------- | --------------------- | --------------------- | --------------------- | ----- |
| 경의·중앙선 | 승차 | 3,295                 | 4,342                 | 5,155                 | 5,592                 | 6,909                 | 7,831                 | 9,086                 | 9,468                 | 9,521                 | 9,399                 | [ 5 ] |
| 경의·중앙선 | 하차 | 3,232                 | 4,255                 | 5,081                 | 5,488                 | 6,721                 | 7,660                 | 8,854                 | 9,196                 | 9,283                 | 9,253                 | [ 5 ] |
| 경의·중앙선 |      | 2019년                | 2020년                | 2021년                | 2022년                | 2023년                |                       |                       |                       |                       |                       | [ 5 ] |
| 경의·중앙선 | 승차 | 9,452                 | 7,214                 | 7,601                 | 8,530                 | 9,621                 |                       |                       |                       |                       |                       | [ 5 ] |
| 경의·중앙선 | 하차 | 9,276                 | 7,133                 | 7,568                 | 8,355                 | 9,385                 |                       |                       |                       |                       |                       | [ 5 ] |

## 사진

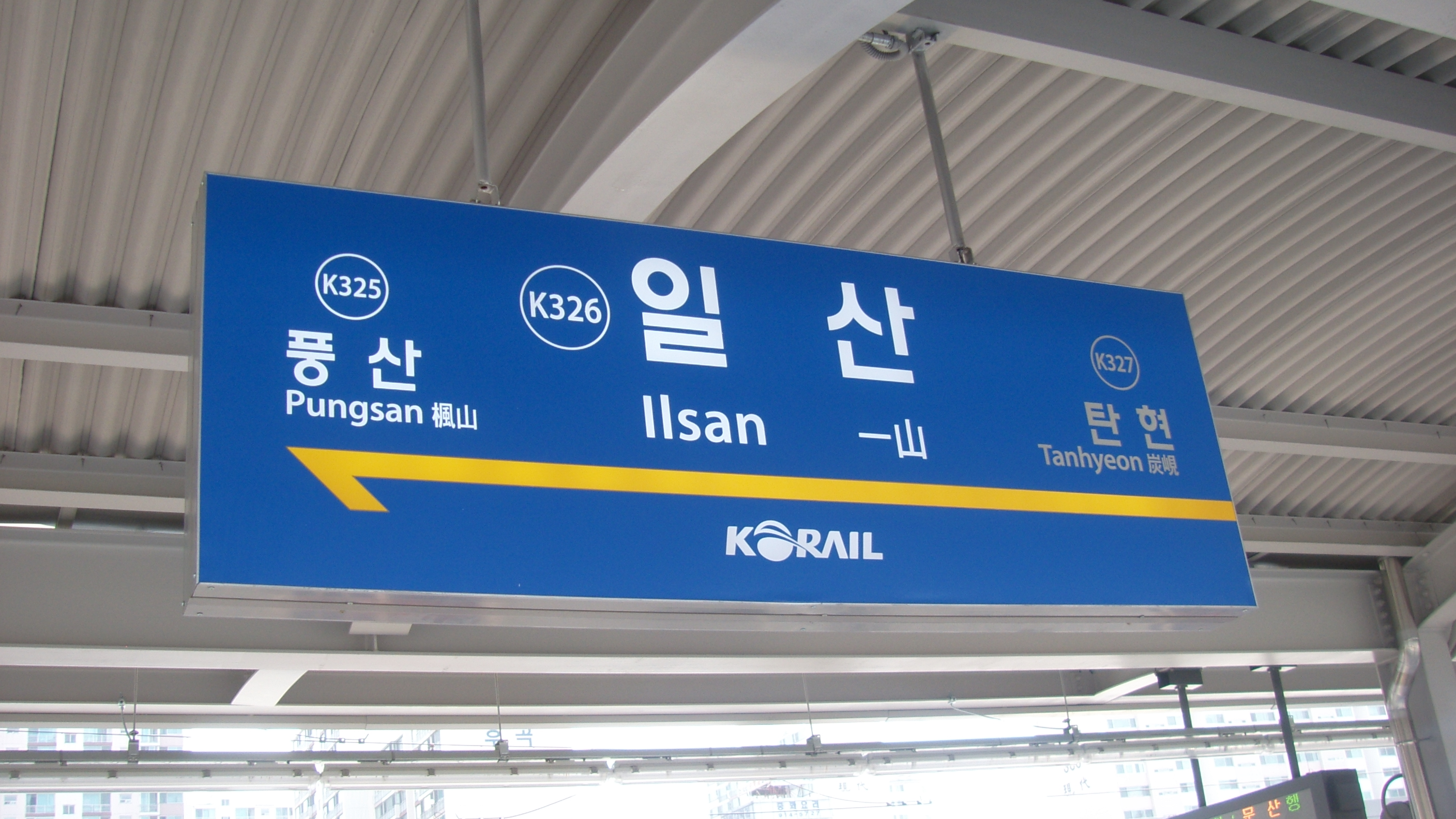
역명판
구 역사 2007년
구 역사 (광장쪽) 2007년 5월 5일
구 역사 (선로쪽) 2007년 5월 5일
옛 승강장 입구 2007년 5월 5일
옛 승강장 2007년 5월 5일
옛 역명판 2007년 5월 5일
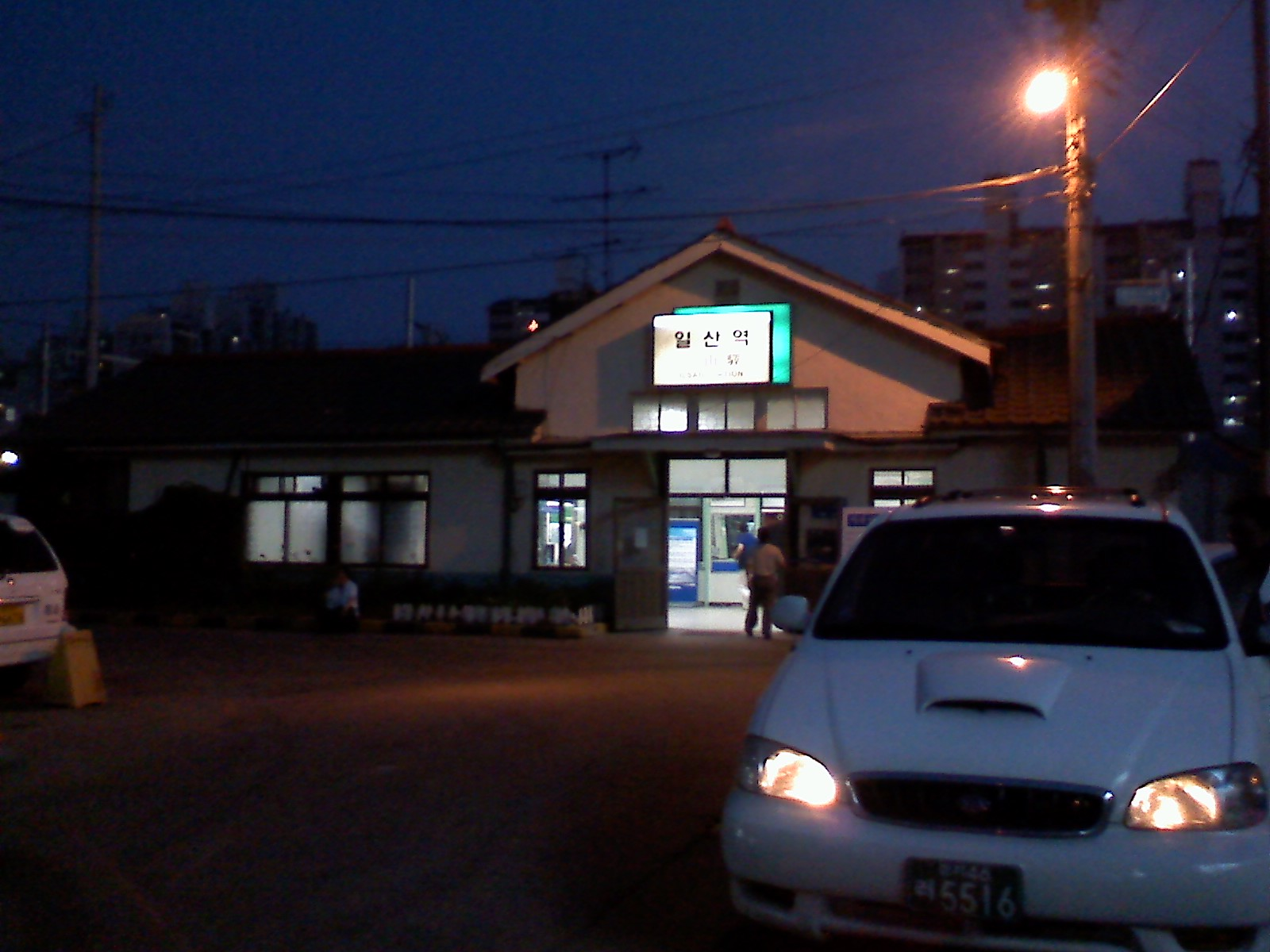
구 역사 영업 마지막 날의 야경
수도권 전철역 공사 당시의 승강장
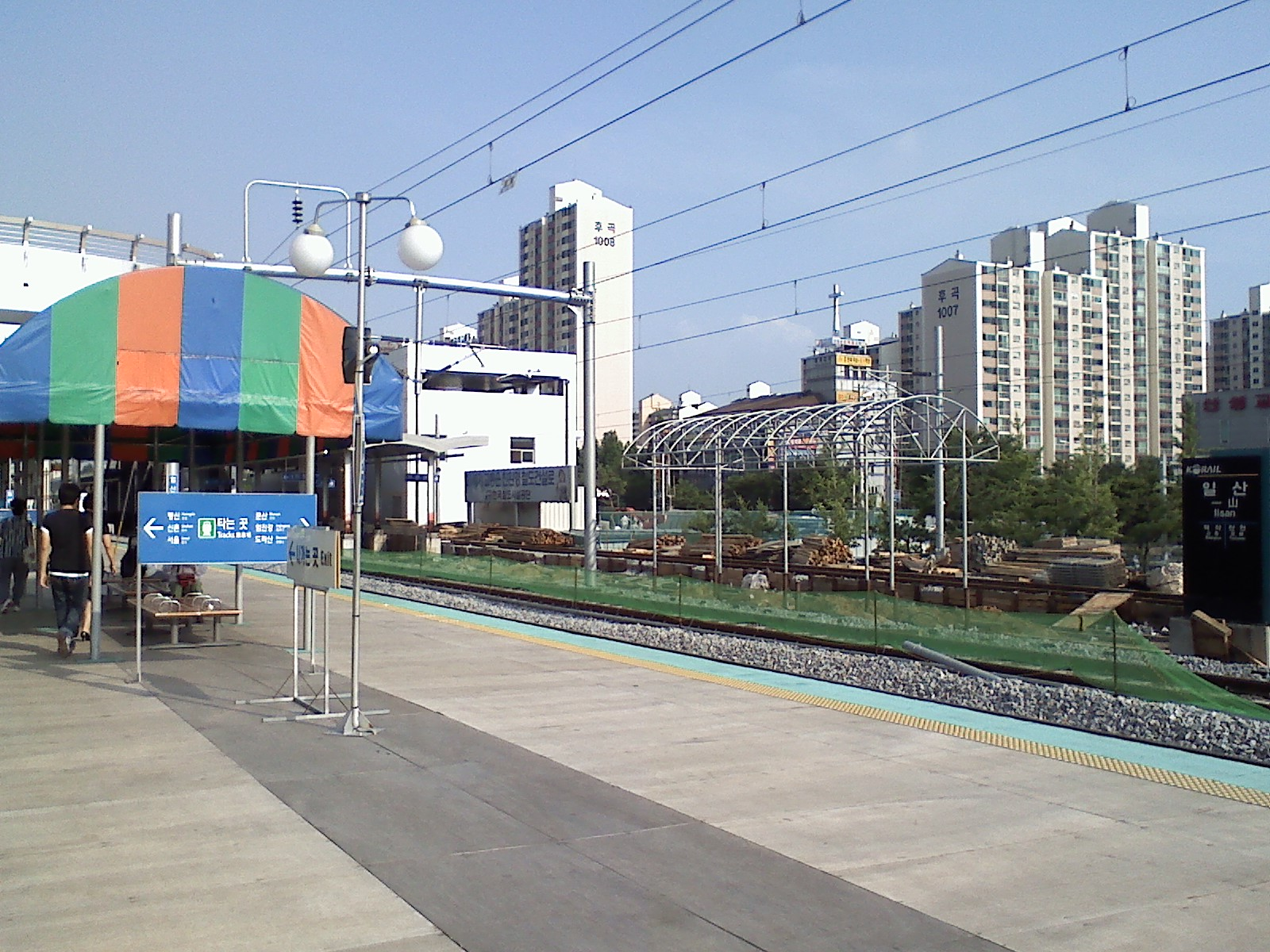
임시승강장의 모습 2009년 6월 27일
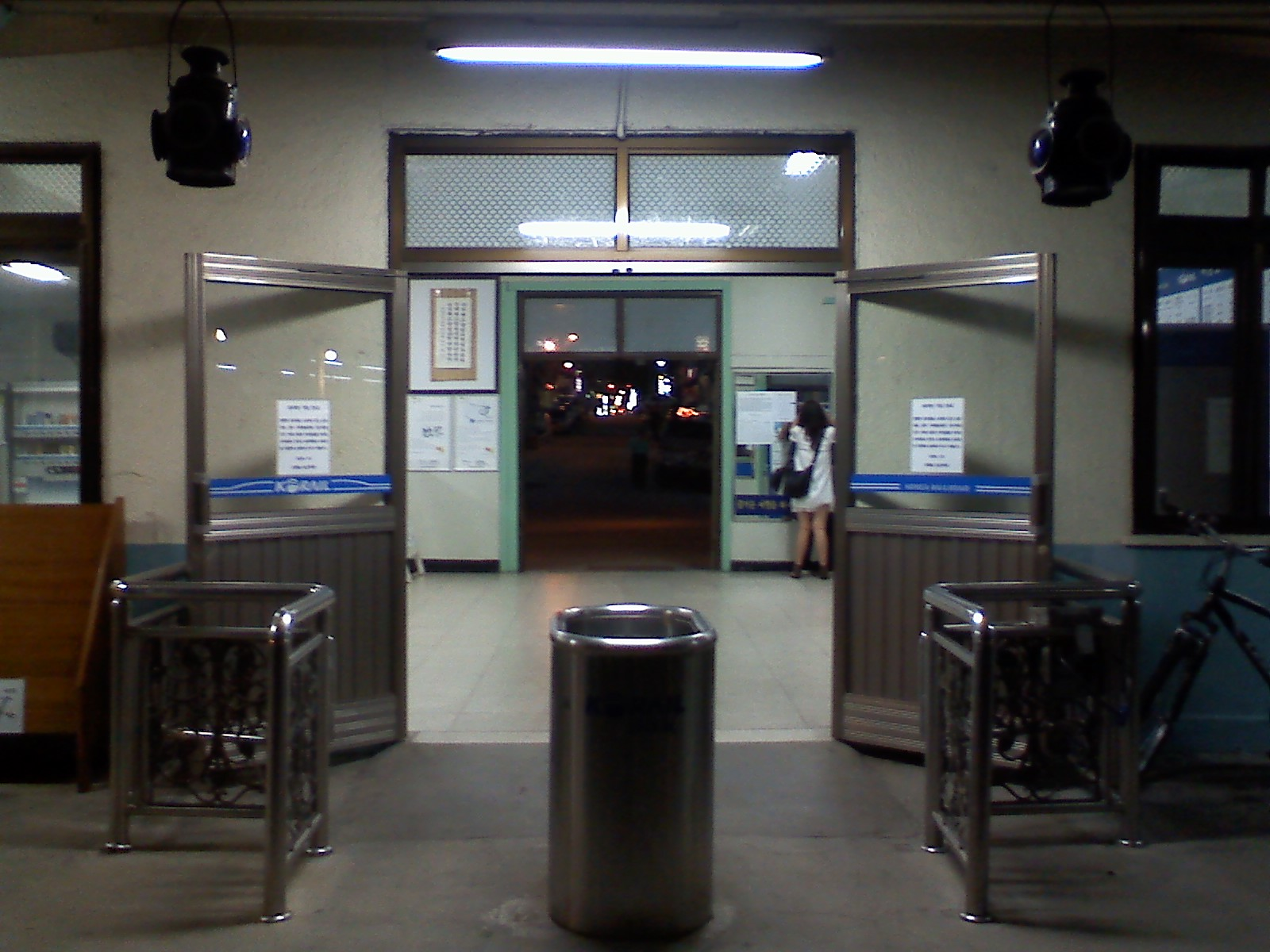
구 역사 개찰구 2009년 6월 27일
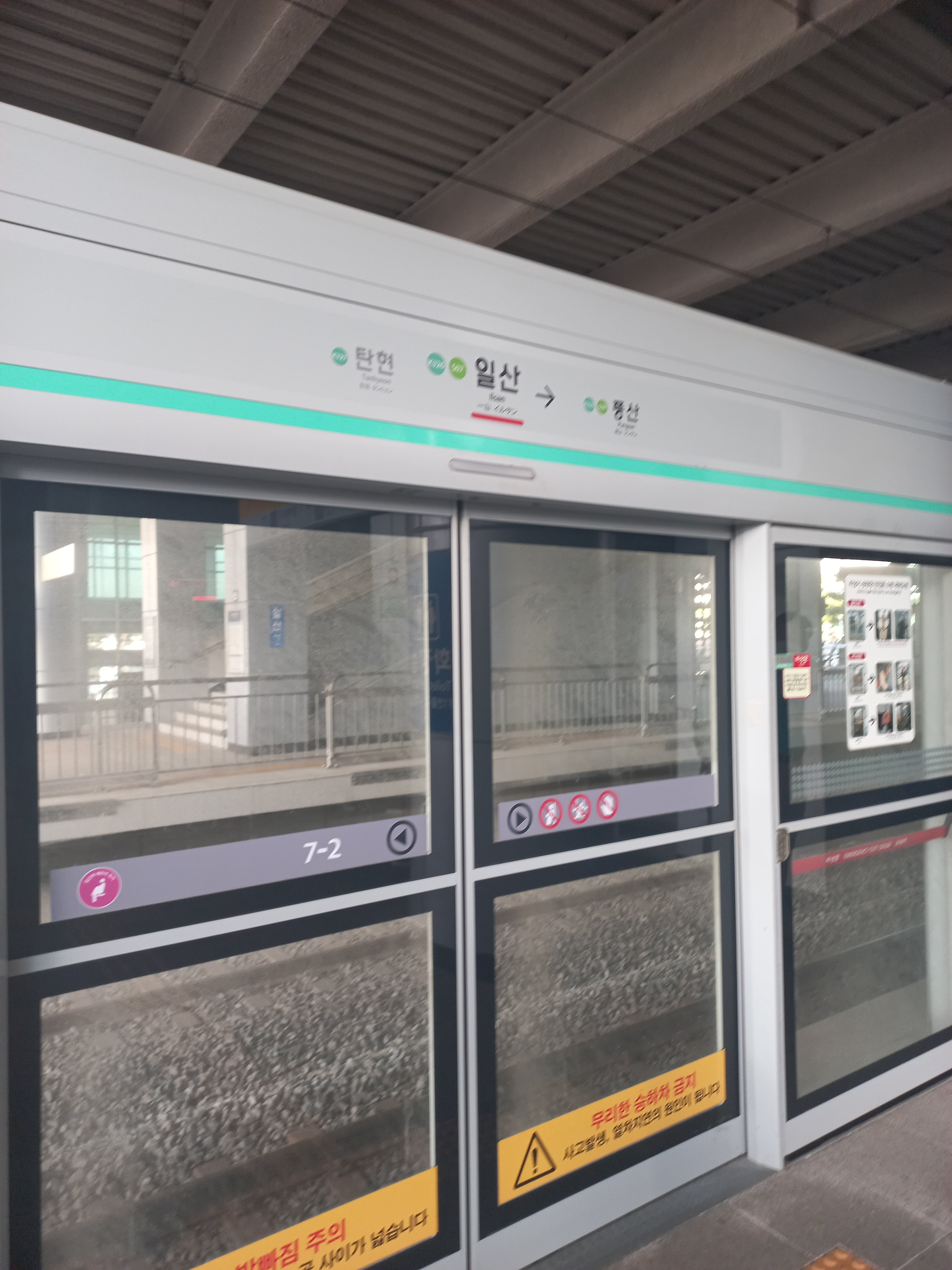
스크린도어
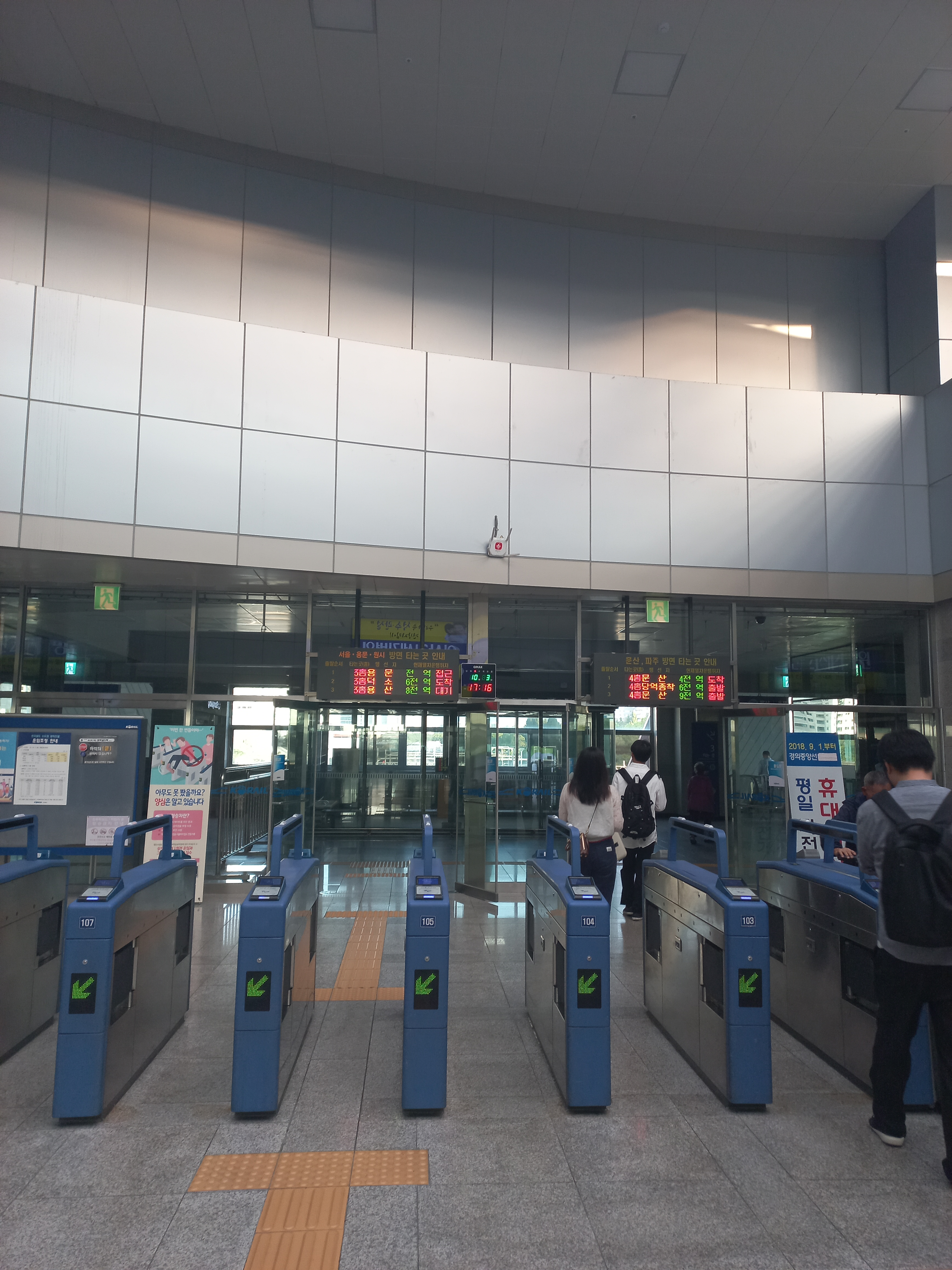
개찰구
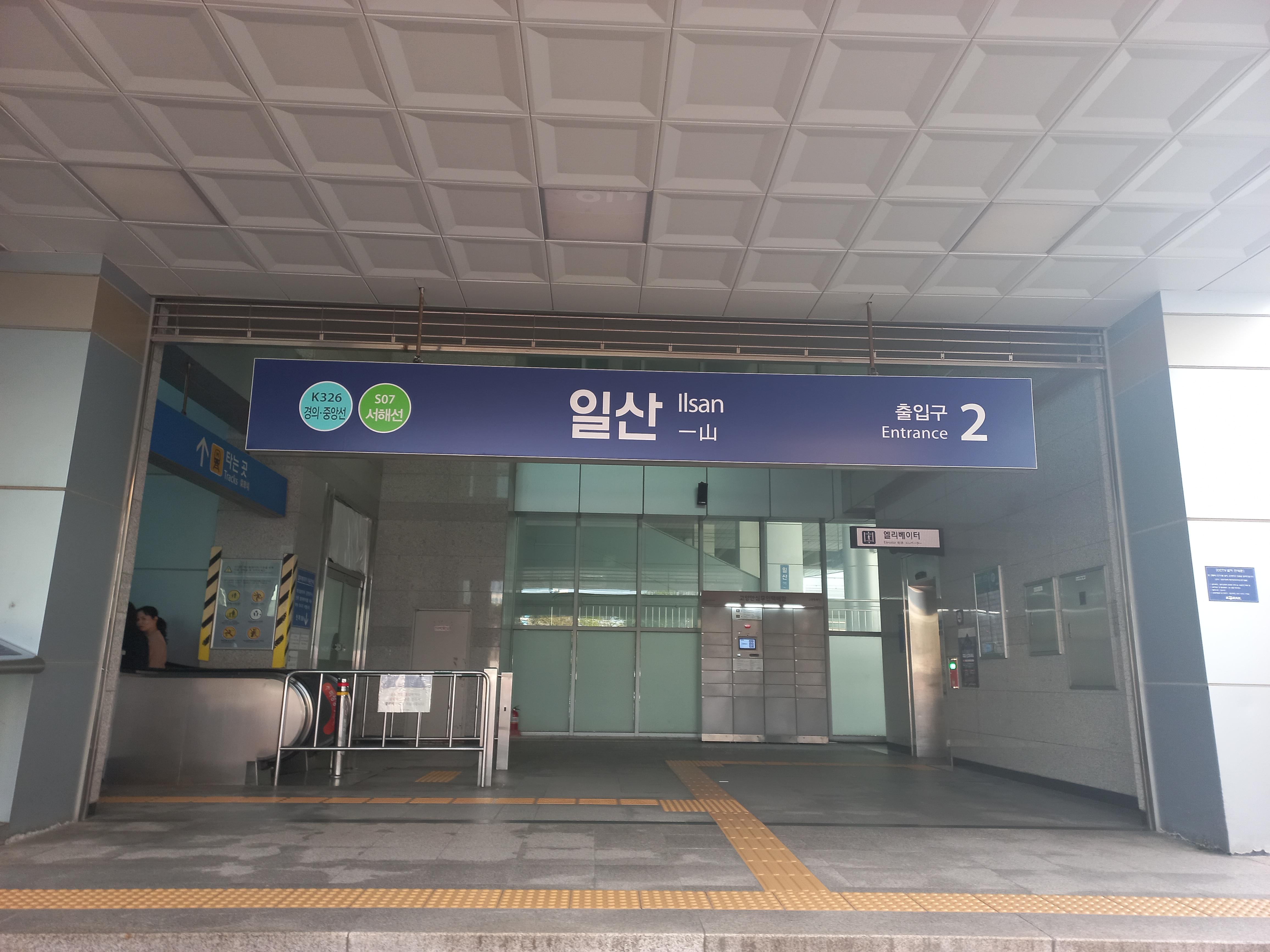
2번출구

## 인접한 역
| 경의선                                  | 경의선                                                    | 경의선                                  |
| --------------------------------------- | --------------------------------------------------------- | --------------------------------------- |
| K327 탄현 문산 방면 문산 방면 문산 방면 | ● 수도권 전철 경의·중앙선 본선 완행 중앙선 급행 지선 완행 | K325 풍산 지평 방면 용문 방면 서울 방면 |
| K327 탄현 문산 방면                     | ● 수도권 전철 경의·중앙선 경의선 본선 급행                | K324 백마 용문 방면                     |
| K329 운정 문산 방면                     | ● 수도권 전철 경의·중앙선 경의선 지선 급행                | K324 백마 서울 방면                     |
| 수도권 전철 서해선                      |                                                           |                                         |
| 시·종착역                               | ● 수도권 전철 서해선                                      | S08 풍산 원시 방면                      |